# Arialdo Banfi
Arialdo Banfi (Milano, 7 marzo 1913 – Milano, 8 giugno 1997) è stato un politico e partigiano italiano.

## Biografia
Fratello di Gian Luigi Banfi. Già tenente di fanteria, dirigente clandestino del movimento Giustizia e Libertà e poi del Partito d'Azione con il nome di battaglia Buffa, è tra i fondatori nell'agosto 1943 del Movimento Federalista Europeo, assieme ad Altiero Spinelli, Ernesto Rossi e Vittorio Foa.
Nel corso della guerra di Liberazione frequenta anche Sandro Pertini. Si batte prevalentemente in Piemonte e viene catturato due volte dai nazifascisti.
Nel dopoguerra è attivo nella vita culturale e sociale milanese, aderisce al Partito Socialista Italiano, quale sostenitore della corrente di Riccardo Lombardi. Eletto senatore nel 1958, lo rimane per tre legislature, fino al 1972, fa anche parte del primo governo Moro come sottosegretario agli Affari Esteri. Dal 1973 al 1978 è stato presidente della Società Umanitaria, e fino alla sua morte ha ricoperto l'incarico di vicepresidente dell'Associazione Nazionale Partigiani d'Italia (ANPI).

## Archivio
Le carte Banfi, parte di un più ampio archivio personale, sono state versate nel 1999, per donazione dei figli Andrea e Silvia alla Fondazione di Studi Storici Filippo Turati dove sono conservate.  Riconoscimento di notevole interesse storico con provvedimento n. 783, 11 novembre 2002. Il fondo è suddiviso in dieci serie: corrispondenza (1964-93), scritti (1945-93), documentazione Istituti affari internazionali - IAI, documentazione Associazione nazionale partigiani d'Italia - Anpi, documentazione sulla Resistenza, documenti politici, fotografie, documentazione in copia, materiali a stampa, appendice